# Royal Rumble (1994)
Royal Rumble (1994) foi o sétimo evento anual Royal Rumble de luta profissional em pay-per-view (PPV) produzido pela World Wrestling Federation (WWF, agora WWE). Aconteceu no sábado, 22 de janeiro de 1994, no Providence Civic Center em Providence, Rhode Island - o último Royal Rumble realizado em um sábado até o evento de 2022. Seis partidas foram disputadas no evento, incluindo uma luta dark.
Para o evento de 1993, o vencedor do Royal Rumble recebeu uma luta pelo campeonato mundial na WrestleMania daquele ano. A luta Royal Rumble de 1994 também concedeu ao vencedor o mesmo prêmio, que foi uma luta pelo Campeonato Mundial dos Pesos Pesados da WWF na WrestleMania X, tornando-se assim a tradição da luta anual Royal Rumble.
O evento principal foi a partida Royal Rumble de 1994. Lex Luger e Bret Hart foram nomeados co-vencedores após se eliminarem simultaneamente. A eliminatória viu Yokozuna derrotar The Undertaker em uma luta de caixão para reter o Campeonato Mundial dos Pesos Pesados da WWF, The Quebecers (Jacques e Pierre) derrotaram Bret Hart e Owen Hart para reter o Campeonato de Duplas da WWF, e Razor Ramon derrotou Irwin R. Schyster para reter o Campeonato Intercontinental.

## Produção
O Royal Rumble é um chamariz anual de pay-per-view (PPV) produzido todo mês de janeiro pela World Wrestling Federation (WWF, agora WWE) desde 1988. É um dos quatro pay-per-views originais da promoção, junto com WrestleMania, SummerSlam e Survivor Series, que foram apelidados de "Big Four", e um dos "Big Five", junto com King of the Ring que foi criado em 1993.[4] Seu nome vem da partida Royal Rumble, uma batalha real modificada na qual os participantes entram em intervalos cronometrados, em vez de todos começarem no ringue ao mesmo tempo. O evento de 1994 foi o sétimo evento na cronologia do Royal Rumble e estava programado para ser realizado no sábado, 22 de janeiro de 1994, no Providence Civic Center em Providence, Rhode Island.